# Million Dollar Baby
Million Dollar Baby es una película dramática estadounidense de 2004 dirigida por Clint Eastwood, quien también participó en la producción, compuso la banda sonora e interpretó uno de los papeles principales. Además de Eastwood, protagonizan la película Hilary Swank y Morgan Freeman. El guion, escrito por Paul Haggis, está basado en la novela Rope Burns: Stories From the Corner, de F. X. Toole. La cinta narra la historia de Frankie Dunn, un veterano entrenador de boxeo ya al final de su carrera y sus esfuerzos por ayudar a una boxeadora, llamada Maggie Fitzgerald, a llegar hasta lo más alto, aunque entrenar a una mujer esté contra sus criterios.
El largometraje fue galardonado con más de cuarenta premios nacionales e internacionales. Recibió cuatro premios Óscar, incluyendo a mejor película, mejor director, mejor actriz principal (Hilary Swank) y mejor actor de reparto (Morgan Freeman).

## Argumento
La película cuenta la historia de Maggie Fitzgerald (Hilary Swank), una camarera de 31 años y cuyo sueño es ser boxeadora profesional. Diariamente va a Los Ángeles para poder entrenar en el gimnasio de Frankie Dunn (Clint Eastwood), un entrenador personal cuyo deseo es que su protegido, Willie Little (Mike Colter), sea campeón. En el mismo gimnasio también trabaja Eddie "Scrap-Iron" Dupris (Morgan Freeman), un antiguo boxeador ciego de un ojo y viejo amigo de Frankie.
En un comienzo, Maggie intenta sin éxito que Frankie la entrene, pero este la rechaza continuamente alegando que no entrena mujeres y que ella es muy mayor para empezar una carrera boxística, inclusive cuando Dupris intercede en favor de Maggie. Tras varios rechazos, Willie deja a Frankie por otro mánager llamado Mickey Mack, dos peleas antes del título, Frankie finalmente accede a entrenar a Maggie hasta su primera pelea. No obstante, Frankie entrega a Maggie a otro entrenador, ya que ella se muestra impaciente por pelear y Frankie considera que todavía no estaba lista. 
Durante la pelea que le daría acceso a un torneo, Frankie descubre que el entrenador de Maggie ha hecho un pacto con el entrenador de su oponente, por lo que Frankie recupera el control de Maggie durante la pelea, la cual ella estaba perdiendo, y gracias a la ayuda de Frankie logra recuperarse y ganar. Finalmente, Frankie acepta entrenar a Maggie, dejando en claro que esto tiene carácter temporal.
Mientras Maggie entrena, se revela que Frankie tiene una hija a la que escribe frecuentemente sin que nadie le conteste, sin obtener respuesta, ya que por razones no especificadas en el filme, ella está enfadada con su padre desde hace varios años. Además, se revela también que el padre de Maggie murió hace varios años. Todo esto lleva a formar una relación padre-hija entre Frankie y Maggie. 
Al ir ganando peleas, Maggie obtiene más dinero en calidad de premios, dinero que ella ahorra para comprar una casa a su madre, ya que esta vivía con otra hija y un nieto en un parque de caravanas. No obstante, después de burlarse de la profesión de Maggie, la madre le recrimina el hecho de haberle regalado una casa, ya que si las autoridades se enteraban de ello, perdería el subsidio de bienestar social que recibe. Durante el viaje de regreso, Maggie lleva a Frankie a un restaurante donde venden pastel de limón casero, y le cuenta acerca de un perro enfermo que tuvo de niña, y que su padre mató al empeorar su salud.
Al aumentar su fama, Maggie realiza un tour por Europa, donde una racha de victorias la vuelve aún más popular. Maggie es reconocida en Europa por el sobrenombre de Mo Cuishle, una frase en gaélico ideada por Frankie, cuyo significado Maggie desconoce. Finalmente, Frankie permite que Maggie luche por el título femenino de peso wélter contra la actual campeona Billie "La Osa Azul" (Lucia Rijker, boxeadora en la vida real), conocida por pelear sucio.
La pelea se disputa en Las Vegas, y aunque inicialmente Billie parece ganar la pelea, Maggie se recupera gracias a los consejos de Frankie. Al terminar un asalto, Maggie se vuelve para dirigirse a su esquina, dándole la espalda a La Osa, la cual aprovecha para golpear por la espalda a Maggie ilegalmente, que cae sobre el banco de su esquina, partiéndose la columna a la altura del cuello. Maggie queda tetrapléjica, inmóvil de cuello para abajo y con necesidad de un respirador para toda su vida. Frankie pasa todo su tiempo al lado de su cama en el hospital y hace que la trasladen para estar más cerca de su casa, donde permanece a su lado.
La familia de Maggie anuncia que irán a visitarla, incluyendo a su hermano recién salido de prisión. Sin embargo, acuden al hospital varios días después de haber llegado a la ciudad, vestidos con camisetas de parques de atracciones que han visitado antes de ir a ver a Maggie, y con un abogado. La madre revela entonces el propósito real de visita: convencerla de que Maggie les entregue la administración de sus bienes. Maggie descubre finalmente el verdadero carácter egoísta de su familia y los echa de la habitación, amenazando a su madre con denunciarla por fraude si volvía a contactarla. Desde entonces, Frankie queda sólo con Maggie, a la cual le amputan una pierna al sufrir en ella una gangrena.
Con el tiempo, Maggie le pide a Frankie que la mate, porque ya había realizado su mayor deseo, que era ser una boxeadora famosa y conocer el mundo. Frankie se horroriza ante tal proposición, y el padre Horvak (Brían F. O'Byrne), su consejero espiritual, le previene que no tendrá paz si accede al pedido de Maggie. Después de varios intentos de suicidio por parte de Maggie (mordiéndose la lengua para desangrarse), finalmente Frankie accede a su petición: le desconecta el respirador que le proporciona oxígeno y le inyecta una sobredosis de adrenalina a Maggie, que muere. 
Mientras administra la inyección, un deprimido Frankie le revela a Maggie el real significado de Mo Cuishle: "pulso de mi corazón", traducible como "mi amor" o "mi sangre" y tras la muerte de Maggie se retira, descorazonado. El narrador de la película, que no es otro que Dupris, dice que después, Frankie desapareció de su gimnasio. Se revela entonces que la narración resulta ser una carta que Dupris está escribiendo a la hija de Frankie, en un intento de mostrarle "la clase de hombre que era su padre".

## Reparto
- Clint Eastwood como Frankie Dunn, un veterano entrenador de boxeo. (Voz en castellano (España): Constantino Romero;[3] Voz en Hispanoamérica: José Lavat[4])
- Hilary Swank como Maggie Fitzgerald, una mujer que quiere cumplir su sueño de ser boxeadora profesional. Es la protagonista de la historia. (Voz en castellano (España): María Moscardó; Voz en Hispanoamérica: Cristina Hernández)
- Morgan Freeman como Eddie "Scrap-Iron" Dupris, un viejo amigo de Frankie y antiguo boxeador. Está ciego de un ojo. (Voz en castellano (España): Pepe Mediavilla; Voz en Hispanoamérica: Guillermo Coria)
- Anthony Mackie como Shawrelle Berry, boxeador que entrena a menudo en el gimnasio de Frankie. (Voz en castellano (España): Rafael Calvo; Voz en Hispanoamérica: Héctor Emmanuel Gómez)
- Jay Baruchel como Danger Barch, un chico con retraso mental que quiere llegar a lo más alto. (Voz en castellano (España): Pablo Sevilla; Voz en Hispanoamérica: Luis Daniel Ramírez)
- Mike Colter como Willie Little, exalumno de Frankie. (Voz en castellano (España): Alfonso Vallés; Voz en Hispanoamérica: Enrique Cervantes)
- Lucia Rijker como La Osa Azul, una boxeadora alemana que juega sucio. Es la principal antagonista de la historia
- Brían F. O'Byrne como Padre Horvak, el cura de la iglesia donde va Frankie. (Voz en castellano (España): Abril Gonzalo; Voz en Hispanoamérica: José Gilberto Vilchis)
- Margo Martindale como Earline Fitzgerald, madre egoísta con sobrepeso de Maggie. (Voz en castellano (España): Juana Beuter; Voz en Hispanoamérica: Ángeles Bravo)
- Riki Lindhome como Mardell Fitzgerald, la hermana de Maggie. (Voz en castellano (España): Berta Cortés; Voz en Hispanoamérica: Mariana Ortiz)
- Michael Peña como Omar, un boxeador y el mejor amigo de Shawrelle. (Voz en castellano (España): José Javier Serrano; Voz en Hispanoamérica: Alan Prieto)
- Benito Martínez como el mánager de La Osa Azul. (Voz en castellano (España): Carlos Vicente)
- Bruce McVittie como Mickey Mack, entrenador de Willie y rival de Frankie. (Voz en castellano (España): Javier Amilibia)
- Morgan Eastwood, es la niña del camión.

## Premios
Premios Óscar
| Categoría              | Persona                                      | Resultado |
| ---------------------- | -------------------------------------------- | --------- |
| Mejor película         | Clint Eastwood Albert S. Ruddy Tom Rosenberg | Ganador   |
| Mejor director         | Clint Eastwood                               | Ganador   |
| Mejor actor de reparto | Morgan Freeman                               | Ganador   |
| Mejor actriz           | Hilary Swank                                 | Ganadora  |
| Mejor actor            | Clint Eastwood                               | Nominado  |
| Mejor guion adaptado   | Paul Haggis                                  | Nominado  |
| Mejor montaje          | Joel Cox                                     | Nominado  |

Premios Globo de Oro
| Categoría              | Persona                    | Resultado |
| ---------------------- | -------------------------- | --------- |
| Mejor película - Drama | Clint Eastwood Paul Haggis | Nominados |
| Mejor director         | Clint Eastwood             | Ganador   |
| Mejor actriz - Drama   | Hilary Swank               | Ganadora  |
| Mejor actor de reparto | Morgan Freeman             | Nominado  |
| Mejor banda sonora     | Clint Eastwood             | Nominado  |

Medallas del Círculo de Escritores Cinematográficos de 2005
| Categoría                 | Resultado |
| ------------------------- | --------- |
| Mejor película extranjera | Ganadora  |

50.ª edición de los Premios Sant Jordi
| Categoría                           | Candidata    | Resultado |
| ----------------------------------- | ------------ | --------- |
| Mejor actriz en película extranjera | Hilary Swank | Ganadora  |